# Colea
Colea, biljni rod iz porodice katalpovki smješten u tribus Coleeae. Sastoji se od 33 vrste drveća i grmova sa Madagaskara, Sejšela, Komora i Mauricijusa. Posljednje dvije vrste koje pripadaju ovom rodu okrivene su 2012. godine na Madagaskaru, to su C. unifoliolata i C. labatii. . Na Madagaskaru je ostalo još 9 neopisanih vrsta. 

## Opis
Opisan je u  Pl. Vasc. Gen., 1: 301. 1840.

## Vrste
1. Colea alata H.Perrier
2. Colea ambrensis (Callm. & Phillipson) Callm., Phillipson & Buerki
3. Colea asperrima H.Perrier
4. Colea barbatula H.Perrier
5. Colea bernieri Baill. ex H.Perrier
6. Colea campenonii H.Perrier
7. Colea colei (Bojer ex Hook.) M.L.Green; tip., Mauricijus
8. Colea comorensis (H.Perrier) Callm., Phillipson & Buerki; Komori
9. Colea concinna Baker
10. Colea darainensis (Callm., Phillipson & Nusb.) Callm., Phillipson & Buerki
11. Colea decaryi (H.Perrier) Callm., Phillipson & Buerki
12. Colea delphinensis (H.Perrier) Callm., Phillipson & Buerki
13. Colea floribunda Bojer
14. Colea fusca H.Perrier
15. Colea hirsuta Aug.DC.
16. Colea labatii Callm. & Phillipson
17. Colea lantziana Baill.
18. Colea lutescens H.Perrier
19. Colea madagascariensis Kottaim.
20. Colea membranacea Aug.DC.
21. Colea muricata H.Perrier
22. Colea myriaptera H.Perrier
23. Colea nana H.Perrier
24. Colea obtusifolia DC.
25. Colea pauciflora (Callm., Phillipson & Razan.) Callm., Phillipson & Buerki
26. Colea purpurascens Seem.
27. Colea ratovosonii (Callm. & Phillipson) Callm., Phillipson & Buerki
28. Colea rubra H.Perrier
29. Colea seychellarum Seem.; Sejšeli
30. Colea sytsmae Zjhra
31. Colea tetragona DC.
32. Colea unifoliolata Callm. & Phillipson
33. Colea velutina (H.Perrier) Callm., Phillipson & Buerki

## Sinonimi
- Odisca Raf.; Sylva Tellur.: 80 (1838), nom. rej.
- Ophiocolea H.Perrier; Ann. Mus. Colon. Marseille, sér. 5, 6(1): 31 (1938)
- Uloma Raf.; Fl. Tellur. 2: 62 (1836), nom. rej.

## Vanjske poveznice
- Colea labatii Callmander & Phillipson 2012, sp. nov.
- Colea unifoliolata Callm. & Phillipson, 2012